# Demetrio I de Constantinopla
Demetrio I, (* Estambul, 8 de septiembre de 1914 – ibídem, † 2 de octubre de 1991) Patriarca de Constantinopla de 1972 a 1991.
De nombre Dimitrios Papadopoulos fue nombrado Patriarca de Constantinopla el 16 de julio de 1972, dignidad que ostentó hasta su muerte el 2 de octubre de 1991.
Antes de su elección como Patriarca, era obispo de Imbros. Nació y murió en Estambul, Turquía.
El 30 de noviembre de 1979, proclamó el establecimiento del diálogo teológico oficial entre la Iglesia ortodoxa y la Iglesia católica, en ese momento dirigida por el papa Juan Pablo II. También se reunió con dos arzobispos diferentes de Canterbury.
En 1987 viajó a la Ciudad del Vaticano, donde fue recibido por Juan Pablo II. En una ceremonia solemne en la Basílica de San Pedro, ambos recitaron en griego el Símbolo niceno-constantinopolitano original, es decir, sin la expresión Filioque.
| Predecesor: Atenágoras I | Patriarca de Constantinopla 1972 – 1991 | Sucesor: Bartolomé I |

- Datos: Q342360
- Multimedia: Demetrios I of Constantinople / Q342360